# Cesare Zavattini
Cesare Zavattini (Luzzara, 20 settembre 1902 – Roma, 13 ottobre 1989) è stato uno sceneggiatore, giornalista, commediografo, scrittore, poeta e pittore italiano.
In ambito cinematografico, Zavattini (con all'attivo più di 80 film) è annoverato tra le figure più rilevanti del neorealismo italiano, di cui fu anche un teorico.

## Biografia
Nato a Luzzara, in provincia di Reggio Emilia, il 20 settembre del 1902, figlio di Arturo Zavattini e Ida Giovanardi. Ebbe quattro figli: Mario, Arturo, Marco e Milli. Frequentò le scuole dapprima a Luzzara e in seguito a Bergamo, dove conseguì la licenza ginnasiale presso il liceo ginnasio Paolo Sarpi. Proseguì gli studi ad Alatri (in provincia di Frosinone) presso il celebre liceo classico Conti Gentili; nella cittadina laziale trascorse tre anni che furono per lui «estremamente interessanti».
Dopo il liceo tornò in Emilia, iscrivendosi alla Facoltà di Legge dell'Università di Parma. Il suo primo lavoro fu quello di istitutore nel convitto nazionale Maria Luigia di Parma. Fu insegnante di Giovannino Guareschi, Attilio Bertolucci e Pietro Bianchi. La sua più grande passione fu però la scrittura.

### Attività giornalistica
Nel 1928 intraprese a Parma la carriera giornalistica. Il suo esordio giornalistico sulla Gazzetta di Parma è datato 19 agosto 1926: Zavattini descrisse con ironia una gita scolastica con gli allievi del “Maria Luigia”. Nel 1929 svolse il servizio militare a Firenze. Frequentò il Caffè Le Giubbe Rosse, luogo d'incontro di letterati ed artisti di grande fama. Entrò in contatto coi cosiddetti “solariani”: Vittorini, Bonsanti, Ferrata, Carocci, Montale, Ungaretti e Borgese.

Cesare Zavattini (a destra) con Vittorio De Sica, fotografia di Federico Patellani, 1951

Nel 1930 avviò una collaborazione con la Rizzoli Editore, che si prolungò per un lustro. Zavattini si trasferì a Milano e scrisse su varie riviste: Lei, Novella, Piccola, Il Secolo Illustrato e Cinema illustrazione. Su quest'ultima curò una rubrica, Cronache da Hollywood, dove espresse la sua creatività inviando corrispondenze immaginarie dalla capitale mondiale del cinema, firmate con pseudonimi sempre cangianti (Jules Parme, Louis Sassoon, Kaiser Zha).
La fortunata rubrica durò dal 1930 al 1934, poi l'impegno di caporedattore (era stato nominato nel 1933) assorbì tutto il suo tempo. Alla fine di giugno 1935 succedette a Giuseppe Marotta come direttore responsabile.
Nel 1936 fondò per la Rizzoli il Bertoldo, fortunata rivista satirica, chiamando a dirigerla Giovanni Mosca. L'anno dopo, a causa di una serie di contrasti con Angelo Rizzoli, l'editore decise la risoluzione del contratto. Ma Zavattini non rimase disoccupato: venne subito assunto da Mondadori come direttore editoriale di tutti i periodici (fino al 1939). Per tre anni collaborò al Marc'Aurelio. Nel 1937 prese in gestione il quindicinale Grandi firme (fondato e diretto da Pitigrilli), che trasformò con successo in un settimanale. Nell'aprile 1938 Pitigrilli gli cedette la direzione, ma in ottobre il Minculpop lo soppresse per un articolo giudicato disfattista. Zavattini non si arrese e proseguì le pubblicazioni sostituendo la testata: dal 13 ottobre 1938 Grandi firme fu sostituito da Il Milione (sottotitolo: “Novelle e varietà”). Dal novembre 1938 diresse con Achille Campanile il settimanale umoristico Il Settebello. In esso tenne due rubriche (“Lettere di Zavattini” e “Diario di un timido”) e dal primo numero del settimanale Grazia inaugurò un’altra rubrica rivolta alle mamme (“I vostri bambini vi guardano”). Dal 1º giugno 1939 scrisse recensioni cinematografiche sul settimanale Tempo. A fine luglio si dimise da direttore editoriale della Mondadori conservando tuttavia la direzione di Ecco/Settebello (nuova testata subentrata a Settebello) fino al 26 settembre 1940.

### Scrittore
La sua attività di narratore, per lo più umoristico, satirico, ironico, aveva preso l'avvio nel 1931 con l'opera Parliamo tanto di me, che riscosse uno straordinario successo. Scrittore non sempre facile da inquadrare nelle "correnti" del Novecento, autore fortemente critico verso la società, osservata tanto nei suoi aspetti dolorosi quanto in quelli umoristici, Zavattini costituì un fenomeno particolarissimo nell'ambito della letteratura italiana del Novecento. Nelle sue prime opere, dal 1931 al 1943, Zavattini («Za» per gli amici) presentò, in forme e contenuti inconsueti, il rapporto tra realtà e fantasia, cercando di privilegiare la prima attraverso originali mediazioni con la seconda. Oltre al libro d'esordio Parliamo tanto di me, i suoi primi e più noti lavori letterari furono I poveri sono matti, del 1937, Io sono il diavolo (1941), Totò il buono (1943). Con "Ipocrita 1943" (1954 e 1955), riflessione sul ruolo dell'intellettuale, soprattutto durante e subito dopo il fascismo, la sua vena letteraria cambia in maniera significativa, portando a testi compositi come Straparole (1967) ed allo sperimentalismo radicale di (Non libro) più disco (1970).

### Nel cinema
Nel 1934 si avvicinò al mondo del cinema. Da quell'anno, oltre alla produzione letteraria e a quella pubblicistica, cominciò a dedicarsi con assiduità alla settima arte come soggettista e sceneggiatore. Nel 1939 incontrò Vittorio De Sica, con cui realizzò una ventina di film, tra i quali capolavori del neorealismo come Sciuscià (1946), Ladri di biciclette (1948), Miracolo a Milano (1951), tratto dal suo romanzo Totò il buono, Umberto D. (1952).
Tra i registi del cinema italiano e internazionale con i quali Zavattini lavorò nei suoi oltre 80 film troviamo: Michelangelo Antonioni, Hall Bartlett, Alessandro Blasetti, Mauro Bolognini, Mario Camerini, René Clément, Giuseppe De Santis, Federico Fellini, Pietro Germi, Alberto Lattuada, Mario Monicelli, Elio Petri, Dino Risi, Roberto Rossellini, Mario Soldati, Luchino Visconti, Damiano Damiani in L'isola di Arturo (1962).
Nel 1955 realizzò un progetto con il celebre fotografo statunitense Paul Strand. L'idea era quella di raccontare la vita quotidiana di un paese italiano come specchio dello spirito di un popolo. L'opera fu edita da Einaudi con il titolo Un paese. È considerata uno dei classici della storia della fotografia in Italia.
Zavattini si distinse, dunque, per la produzione copiosissima di soggetti cinematografici e per l'attività instancabile volta al rinnovamento del cinema, una forma d'arte che egli considerava duttile e popolare, che avrebbe voluto piegare al rinnovamento civile della società, sottraendola alle lusinghe del mercato. Non va dimenticata infatti la sua opera costante volta a svecchiare anche altre forme di espressione artistica. Sul piano letterario l'apogeo critico lo raggiunse nel 1970 grazie alla pubblicazione di NON LIBRO + disco, un volumetto estroso e anticonformista, scritto appositamente per non essere letto, cui era allegato un 45 giri. L'opera fu particolarmente cara all'autore sebbene molto contestata, ma l'elemento di rottura in essa preminente finì poi per stemperarsi nel clima convulso dei primi anni settanta.

### Altro
Zavattini si cimentò inoltre, fruttuosamente, nella poesia. Una citazione particolare spetta al poemetto Toni Ligabue (1967), sull'infelice pittore "naif" Antonio Ligabue e alla serie di poesie scritte nel dialetto della sua terra, dal titolo Stricarm' in d'na parola ("Stringermi in una parola"), un libro che Pasolini definì "bello in assoluto", uscito a Milano nel 1973.
A Luzzara istituì nel 1967 il Premio dei Naïfs e diede origine al primo e unico Museo nazionale delle arti naïves.
Oltre che scrittore, egli fu sceneggiatore di fumetti e soprattutto sceneggiatore cinematografico, commediografo, poeta, animatore culturale (in Italia e all'estero), promotore di cooperative culturali e di circoli del cinema. Dal dicembre 1952 fino al '65 Zavattini fu presidente della Federazione italiana dei circoli del cinema (la prima nata delle associazioni nazionali di cultura cinematografica in Italia, nel novembre 1947). Fu pittore sensibilissimo e amico di artisti come Carlo Carrà, Raffaele Carrieri e Sebastiano Carta.
Nel 1955, a coronamento di un impegno pluridecennale, gli venne assegnato il "Premio mondiale per la Pace". Nel 1973 ricevette il Premio simpatia, si tratta dell'Oscar capitolino per la solidarietà. Nel 1976 accettò l'invito da parte di Radio Rai di condurre una trasmissione di varia attualità. Voi ed io, punto a capo andò in onda per venti puntate dalla casa romana dello scrittore. Il 25 ottobre 1976 Zavattini annunciò: “E adesso dirò una parola che finora alla radio non ha mai detto nessuno”. Dopo una lunga pausa di silenzio disse: “Cazzo…”. Zavattini spiazzò tutti, anche il regista, che non era stato avvisato. Nello stesso anno riprese il tema del libro fotografico Un paese e realizzò un ideale seguito dell'opera a vent'anni di distanza. Uscì Un paese vent'anni dopo, avente come oggetto le trasformazioni sociali avvenute Luzzara tra il 1953 ed il 1974.
Nel 1979 contribuì alla fondazione dell'Archivio audiovisivo del movimento operaio e democratico, di cui fu presidente fino alla sua morte, e che così definì nel 1980: "... è un archivio più del presente che del passato". Nello stesso anno gli venne conferito il Premio Flaiano per la sceneggiatura per il complesso della produzione artistica. Nel 1982 diresse e interpretò, ormai ottantenne, il suo unico film da regista: La Veritàaaa. Nel dicembre 1985 ottenne la cittadinanza onoraria di Alatri.
La morte lo colse ancora attivo, ottantasettenne, a Roma, il 13 ottobre 1989.
Collezionista d'arte, si era specializzato nella raccolta di mini-quadri (quadre di dimensioni 8 x 10 cm.) ma anche nell'organizzazione di raccolte per altri: ad esempio la Collezione "50 pittori per Roma" promossa per il produttore Caramelli, o la Collezione "I Miti Moderni (o del Dopoguerra)" per Vittorio De Sica oppure, ancora, la Collezione "Isa Miranda".
Il suo ingente patrimonio documentario è stato raccolto e ordinato dal figlio Arturo. È stato donato nel 2013 al Comune di Reggio Emilia che lo ha collocato presso la 'municipale' Biblioteca Panizzi.

### Cesare Zavattini soggettista di fumetti

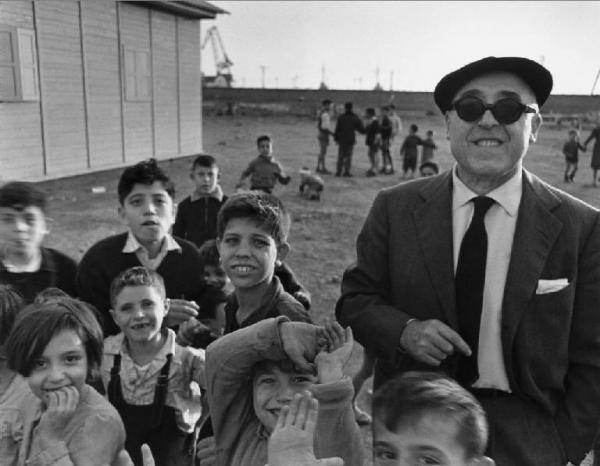
Cesare Zavattini nella periferia di Napoli, fotografia di Federico Patellani, 1953

La carriera di Cesare Zavattini soggettista fumettistico inizia per caso.
Raccontava lui stesso di quando nel 1936 lavorava come direttore editoriale della Disney Mondadori, e un giorno il collega Federico Pedrocchi gli chiese per quale motivo non avesse mai pensato di creare una storia. Lo stesso Pedrocchi si offrì di scriverla sotto dettatura. «Finii col mettere il piede sul tavolo e dettai la prima di queste storie». Zavattini dichiarò in un'intervista che in quel periodo non c'erano storie e lui, che di fantasia ne aveva, le inventava; se qualche suo collega aveva bisogno di idee, lui era più che contento di dargliele. Ma se si divertiva così tanto, come mai iniziò non firmando le sue opere? Sempre nella stessa intervista, disse: "... per pudore, discutibile, di letterato". Solo dopo molti anni e dietro pressione sia di Pedrocchi che di Mondadori si decise a firmare un racconto.
La carriera di Zavattini vanta tra l'altro la realizzazione di un ciclo dedicato a “Saturno” con la sceneggiatura di Pedrocchi e i disegni affidati a Giovanni Scolari. In questo primo lavoro fumettistico, l'autore si concentra sul genere fantascientifico, già esplorato dai modelli americani. L'episodio Saturno contro la Terra esce per la prima volta nel 1936 sulle pagine dei Tre porcellini, riedito l'anno seguente su Topolino; nelle successive puntate viene inserita la figura di Rebo, uno spietato dittatore di Saturno, pensando di farlo assomigliare a Flash Gordon (personaggio nato dall'ingegno di Alex Raymond), ma senza successo. Rebo, aiutato dal collega traditore Leducq, cerca di muovere guerra contro la Terra, ma si troverà alle prese con le invenzioni di Marcus e il suo assistente Ciro, due scienziati.
Il personaggio di Rebo è stato citato da altri autori di fumetti.
Zavattini mostra la grande capacità di eludere i canoni «patriottici, eroici e romantici» del regime, nascondendosi dietro storie apparentemente rozze e manifestando al contempo uno spirito pacifista e un invito alla collaborazione dei popoli. Ma il suo impegno fumettistico non si limita alle guerre stellari con Saturno: crea soggetti per altre storie, sempre sceneggiate da Pedrocchi. Aeroporto Z, non scritto ma probabilmente ideato da lui, viene pubblicato su Topolino; qui i disegni sono affidati a Kurt Caesar, noto in Italia con il soprannome di Cesare Avai.
Nel 1937 per Zorro nella metropoli (16 puntate pubblicate tutte nel 1937) lo sceneggiatore è Guido Martina e l'illustrazione è affidata a Walter Molino; ad ospitare il fumetto sono le pagine di Paperino. Questo racconto è una critica dello sfruttamento del lavoro e dell'alienazione dominante nella vita delle grandi città. Pier Lorenzo De Vita illustra La primula rossa del Risorgimento edito nel 1938-39 sempre su Paperino; nei due episodi La compagnia dei sette pubblicati in Almanacco di Topolino nel 1938, Zavattini chiama i vari personaggi con i nomi dei suoi figli. Nel 1947 Zavattini per la prima volta firma uno dei suoi lavori: il fantascientifico Un uomo contro il mondo, sceneggiato da Mario Gentilini (direttore della rivista Topolino), disegnato da Giovanni Scolari.
L'ultimo lavoro fumettistico di Zavattini 1949 è La grande avventura di Marco Za (Marco è infatti il nome di uno dei figli di Zavattini), disegnato ancora da De Vita, nel quale viene narrata l'epopea della liberazione di Roma da parte degli alleati. Questi fumetti furono tradotti in inglese nel tentativo di conquistare il mercato anglosassone. Umberto Mauri, cognato di Valentino Bompiani, intraprese questa coraggiosa strada per diffondere le avventure di Saturn against the earth. Mauri nel 1930 aveva fondato la Helicon, una società che impegnandosi ad importare libri e fumetti stranieri in Italia, anticipò un fenomeno che si realizzerà poi completamente negli anni sessanta con i Disney italiani. Un bombardamento nel 1944 rase al suolo la sede dell'Helicon impedendo il buon fine prefissato da Mauri, lasciando un velo di rimpianto in Zavattini che, se non «fosse accaduto», si sarebbe trovato a confrontarsi con una realtà editoriale diversa.

## Filmografia
- Darò un milione, regia di Mario Camerini (1935)
- La danza delle lancette, regia di Mario Baffico (1936)
- Bionda sottochiave, regia di Camillo Mastrocinque (1939)
- Senza cielo, regia di Alfredo Guarini (1940)
- San Giovanni Decollato, regia di Amleto Palermi (1940)
- Una famiglia impossibile, regia di Carlo Ludovico Bragaglia (1940)
- È caduta una donna, regia di Alfredo Guarini (1941)
- Teresa Venerdì, regia di Vittorio De Sica (1941)
- La scuola dei timidi, regia di Carlo Ludovico Bragaglia (1941)
- Avanti c'è posto..., regia di Mario Bonnard (1942)
- 4 passi fra le nuvole, regia di Alessandro Blasetti (1942)
- Quarta pagina, regia di Nicola Manzari (1942)
- Il birichino di papà, regia di Raffaello Matarazzo (1943)
- C'è sempre un ma!, regia di Luigi Zampa (1943)
- Romanzo a passo di danza, regia di Giancarlo Cappelli (1943)
- I bambini ci guardano, regia di Vittorio De Sica (1943)
- La porta del cielo, regia di Vittorio De Sica (1944)
- Canto, ma sottovoce..., regia di Guido Brignone (1945)
- La freccia nel fianco, regia di Alberto Lattuada (1945)
- Biraghin, regia di Carmine Gallone (1946)
- Un giorno nella vita, regia di Alessandro Blasetti (1946)
- Sciuscià, regia di Vittorio De Sica (1946)
- Il marito povero, regia di Gaetano Amata (1946)
- L'angelo e il diavolo, regia di Mario Camerini (1946)
- Il mondo vuole così, regia di Giorgio Bianchi (1946)
- Roma città libera, regia di Marcello Pagliero (1946)
- Caccia tragica, regia di Giuseppe De Santis (1947)
- Ladri di biciclette, regia di Vittorio De Sica (1948)
- Anselmo ha fretta, regia di Gianni Franciolini (1949)
- Vent'anni, regia di Giorgio Bianchi (1949)
- Le mura di Malapaga, regia di René Clément (1949)
- Il cielo è rosso, regia di Claudio Gora (1950)
- È più facile che un cammello..., regia di Luigi Zampa (1950)
- Prima comunione, regia di Alessandro Blasetti (1950)
- Miracolo a Milano, regia di Vittorio De Sica (1950)
- Bellissima, regia di Luchino Visconti (1951)
- Mamma mia, che impressione!, regia di Roberto Savarese (1951)
- 5 poveri in automobile, regia di Mario Mattoli (1952)
- Il cappotto, regia di Alberto Lattuada (1952)
- Roma ore 11, regia di Giuseppe De Santis (1952)
- Umberto D., regia di Vittorio De Sica (1952)
- Buongiorno, elefante!, regia di Gianni Franciolini (1952)
- Un marito per Anna Zaccheo, regia di Giuseppe De Santis (1953)
- Stazione Termini, regia di Vittorio De Sica (1953)
- Siamo donne, registi vari (1953)
- La passeggiata, regia di Renato Rascel (1953)
- L'amore in città, registi vari (1953)
- La cavallina storna, regia di Giulio Morelli (1953)
- Donne proibite, regia di Giuseppe Amato (1953)
- Piovuto dal cielo, regia di Leonardo De Mitri (1953)
- Alì Babà, regia di Jacques Becker (1954)
- L'oro di Napoli, regia di Vittorio De Sica (1954)
- Il tetto, regia di Vittorio De Sica (1955)
- Suor Letizia, regia di Mario Camerini (1956)
- La donna del giorno, regia di Francesco Maselli (1956)
- Amore e chiacchiere, regia di Alessandro Blasetti (1957)
- Nel blu dipinto di blu, regia di Piero Tellini (1959)
- Il rossetto, regia di Damiano Damiani (1960)
- La ciociara, regia di Vittorio De Sica (1960)
- La guerra, regia di Veljko Bulajić (1960)
- Il sicario, regia di Damiano Damiani (1960)
- Il giudizio universale, regia di Vittorio De Sica (1961)
- La lunga calza verde, regia di Roberto Gavioli (1961)
- Le italiane e l'amore, registi vari (1961)
- La riffa, episodio di Boccaccio '70, regia di Vittorio De Sica (1962)
- I sequestrati di Altona, regia di Vittorio De Sica (1962)
- Il boom, regia di Vittorio De Sica (1963)
- Ieri, oggi, domani, regia di Vittorio De Sica (1963)
- Matrimonio all'italiana, regia di Vittorio De Sica (1964)
- Un mondo nuovo, regia di Vittorio De Sica (1966)
- Caccia alla volpe, regia di Vittorio De Sica (1966)
- Una sera come le altre, episodio di Le streghe, regia di Vittorio De Sica (1967)
- Sette volte donna, regia di Vittorio De Sica (1967)
- La gelosa, episodio di Capriccio all'italiana, regia di Mauro Bolognini (1968)
- Amanti, regia di Vittorio De Sica (1968)
- I girasoli, regia di Vittorio De Sica (1969)
- Il killer, regia di Dino Bartolo Partesano - miniserie TV (1969)
- Lo chiameremo Andrea, regia di Vittorio De Sica (1972)
- Una breve vacanza, regia di Vittorio De Sica (1973)
- Il viaggio, regia di Vittorio De Sica (1974)
- La veritaaaà, regia di Cesare Zavattini (1982)

## Opere
- Parliamo tanto di me, Milano, Bompiani, 1931; introduzione, bibliografia e cronologia di Silvana Cirillo, Milano, Bompiani, 1999
- I poveri sono matti, Milano, Bompiani, 1937; Introduzione di Renato Barilli, Milano, Bompiani, 2014
- Io sono il diavolo, Milano, Bompiani, 1941
- Una famiglia impossibile, Madrid, Rialto, 1943
- Totò il buono, Milano, Bompiani, 1943
- Umberto D., a cura di Luigi Chiarini, Milano-Roma, Fratelli Bocca Editori, 1953
- Ipocrita 1943, Milano, Bompiani, 1955
- Un paese, fotografie di Paul Strand, Torino, Einaudi, 1955; Collana Frontiere, Einaudi, 2021, ISBN 978-88-062-5006-5.
- Il tetto, a cura di Michele Gandin, Bologna, Cappelli, 1956
- Come nasce un soggetto cinematografico, commedia, Milano, Bompiani, 1959
- Il giudizio universale, a cura di Alberto Bevilacqua, Caltanissetta-Roma, Salvatore Sciascia Ed., 1961
- La riffa, in Boccaccio '70, a cura di Carlo e Gaio Fratini, Bologna, Cappelli, 1962
- I misteri di Roma, a cura di Francesco Bolzoni, Bologna, Cappelli, 1963
- Fiume Po, fotografie di William Zanca, Milano, Ferro, 1966
- Straparole (Diario di cinema e di vita - Riandando - Viaggetto sul Po - Lettera da Cuba a una donna che lo ha tradito), Milano, Bompiani, 1967
- Ligabue, saggio di Mario De Micheli, Prefazione di Marino Mazzacurati, Parma, Franco Maria Ricci editore, 1967; Milano, Scheiwiller, 1974; Introduzione di Giovanni Raboni, con un saggio di Marco Vallora, Collana Tascabili, Milano, 2004, ISBN 978-88-452-3264-0; Collana Carte d'Artisti n.193, Milano, Abscondita, 2022, ISBN 978-88-841-6967-9.
- Saturno contro la terra, in almanacco di linus 1969, Milano, Milano Libri, 1968; con 10 tavole inedite e documenti d'epoca, a cura di Carlo Pedrocchi, con dedica di Bruno Bozzetto, Milano, Excalibur, 2021, ISBN 978-88-857-9716-1.
- Non libro più disco, Milano, Bompiani, 1970
- Sul ponte, in Racconti italiani 1973, Milano, Selezione dal Reader's Digest, 1972
- Stricarm' in d'na parola, Milano, Scheiwiller, 1973
- Zavattini 1928, a cura di Giovanni Negri, Suzzara, Gruppo Cooperazione Editoriale, 1973
- Le voglie letterarie Bologna, Massimiliano Boni Editore, 1974
- Otto canzonette sporche, Roma, Il Poliedro, 1975
- Al macero, a cura di Gustavo Marchesi e Giovanni Negri, Torino, Einaudi, 1976; Milano, Bompiani, 2016, ISBN 978-88-452-8233-1.
- La notte che ho dato uno schiaffo a Mussolini, Milano, Bompiani, 1976
- Un paese vent’anni dopo, fotografie di Gianni Berengo Gardin, Torino, Einaudi, 1976
- Gli orologi, con illustrazioni di Romolo Bosi, Teramo, Lisciani e Zampetti Editori, 1978
- Neorealismo, a cura di Mino Argentieri, Milano, Bompiani, 1979
- Diario cinematografico, a cura di Valentina Fortichiari, Milano, Bompiani, 1979
- Basta coi soggetti!, a cura di Roberta Mazzoni, Milano, Bompiani, 1979
- Zavattini parla di Zavattini, a cura di Silvana Cirillo, introduzione di Walter Pedullà, Lerici, 1980, Premio Brancati[21]
- La veritàaaa, a cura di Maurizio Grande, Milano, Bompiani, 1983
- Miracolo a Milano, a cura di Angela Prudenzi, "Bianco e Nero", n. 2, aprile-giugno 1983
- Poesie, nota di Pier Paolo Pasolini, introduzione di Maurizio Cucchi, appendice di Giovanni Negri, Milano, Bompiani, 1985
- Gli altri, a cura di Pier Luigi Raffaelli, Milano, Bompiani, 1986
- A vrés, a cura di Giovanni Negri, Suzzara, Bottazzi, 1986.
- Zavattini mago e tecnico, conversazione con Giacomo Gambetti, Roma, ERI, 1986.
- Cronache da Hollywood, a cura di Giovanni Negri, Roma, Lucarini Editore, 1991.
- Le bugie, con illustrazioni di Rosalba Catamo, Petriccione (Teramo), Lisciani & Giunti Editori, 1992.
- Polemica col mio tempo, a cura di Mino Argentieri, Milano, Bompiani, 1997.
- Il banale non esiste, 2 voll., a cura di Roberta Mazzoni e M. Argentieri, Collana Saggistica, Milano, Bompiani, 1997, ISBN 978-88-452-3100-1.
- Come nasce un soggetto cinematografico, introduzione di Cristina Jandelli, Roma, Bulzoni, 2000.
- Dite la vostra. Scritti giovanili, prefazione di Valentina Fortichiari, a cura di Guido Conti, Parma, Ugo Guanda Editore, 2002, ISBN 978-88-824-6410-3.
- Io. Un'autobiografia, prefazione di Valentina Fortichiari, a cura di Paolo Nuzzi, Collana Stile Libero.Big, Torino, Einaudi, 2002, ISBN 978-88-061-6157-6.
- I giocattoli, Hacca, 2015, ISBN 978-88-989-8303-2.
- La Pace. Scritti di lotta contro la guerra, a cura di Valentina Fortichiari, postfazione di Gualtiero De Santi, Collana I fari, Milano, La nave di Teseo, 2021, ISBN 978-88-346-0739-8.

### Raccolte complessive
- Opere (1931-1973), a cura di Renato Barilli, Milano, Bompiani, 1974.
- I. Opere 1931-1986, Introduzione di Luigi Malerba, a cura di Silvana Cirillo, Collana Classici, Milano, Bompiani, 1991, ISBN 978-88-452-1751-7; Bompiani, 2001, ISBN 978-88-452-5004-0.
- II. Opere. Diario cinematografico. Neorealismo ecc., a cura di Valentina Fortichiari e M. Argentieri, Collana Classici, Milano, Bompiani, 2002, ISBN 978-88-452-5333-1.
- III. Opere. Lettere. Una, cento, mille lettere. Cinquant'anni e più..., a cura di Silvana Cirillo e Valentina Fortichiari, Introduzione di Vincenzo Cerami, Collana Classici, Milano, Bompiani, 2005, ISBN 978-88-452-3369-2.

### Epistolari
- Una, cento, mille lettere, a cura di Silvana Cirillo, Collana Saggistica, Milano, Bompiani, 1988, ISBN 978-88-452-0400-5.
- Valentino Bompiani-Cesare Zavattini, Cinquant’anni e più. Lettere 1933-1989, a cura di Valentina Fortichiari, Collana Varia saggistica italiana, Milano, Bompiani, 1995, ISBN 978-88-452-2704-2.

### Diari
- Diari. 1941-1958, Vol. I, a cura di Valentina Fortichiari e Gualtiero De Santi, Collana Oceani, Milano, La nave di Teseo, 2022, ISBN 978-88-346-1151-7.
- Diari. 1961-1979, Vol. II, a cura di Valentina Fortichiari, Collana Oceani, Milano, La nave di Teseo, 2023, ISBN 978-88-346-1374-0.
- Diari, Vol. III, in preparazione.

### Edizione nazionale delle opere[22]
- Soggetti cinematografici mai realizzati, a cura di N. Dusi e M. Salvador, Venezia, Marsilio, 2022, ISBN 978-8829717620.

## Premi e riconoscimenti

### Nastri d'argento
- 1949 - Miglior soggetto per Ladri di biciclette
- 1949 - Migliore sceneggiatura per Ladri di biciclette
- 1950 - Migliore sceneggiatura per È primavera...
- 1951 - Migliore sceneggiatura per Prima comunione
- 1957 - Migliore sceneggiatura per Il tetto

### Candidature al Premio Oscar
- 1946 - Candidato Migliore sceneggiatura originale per Sciuscià
- 1948 - Candidato Migliore sceneggiatura non originale per Ladri di biciclette
- 1957 - Candidato Miglior soggetto per Umberto D.

## Musei dove sono conservate opere di Cesare Zavattini
- Galleria Parmeggiani presso i Musei Civici di Reggio Emilia.
- Museo civico e della mail art di Montecarotto (AN).
- MAGI '900 di Pieve di Cento (BO).